# National Board of Review Award/Besondere Einzelleistung
Preis des National Board of Review: Besondere Einzelleistung
Gewinner des National Board of Review Awards in der Kategorie Besondere Einzelleistung (Special Achievement in Filmmaking). 
Die Jahreszahlen der Tabelle nennen die bewerteten Filmjahre, die Preisverleihungen fanden jeweils im Folgejahr statt. 
| Jahr       | Preisträger                                            | Film                                                                          | Präsentiert von      |
| 2021       | Bruno Delbonnel                                        | Macbeth                                                                       |                      |
| 2012       | Ben Affleck                                            | Argo                                                                          |                      |
| 2011       | Nicht näher benannt                                    | Die Harry-Potter-Reihe – Für die besondere Umsetzung eines Buches in Filmform |                      |
| 2010       | Sofia Coppola                                          | Somewhere                                                                     |                      |
| 2009       | Wes Anderson                                           | Der fantastische Mr. Fox                                                      |                      |
| 2006– 2009 | Preis nicht vergeben                                   | Preis nicht vergeben                                                          | Preis nicht vergeben |
| 2005       | Für besondere Leistungen im Bereich der Filmproduktion | Saul Zaentz                                                                   |                      |
| 2004       | Clint Eastwood                                         | Million Dollar Baby                                                           |                      |
| 2003       | Sofia Coppola                                          | Lost in Translation                                                           | Frances McDormand    |
| 2002       | George Clooney                                         | Geständnisse – Confessions of a Dangerous Mind                                | Sam Rockwell         |
| 2001       | Peter Jackson                                          | Der Herr der Ringe                                                            | Mark Ordesky         |
| 2000       | Kenneth Lonergan                                       | You Can Count on Me                                                           | Laura Linney         |
| 1999       | Tim Robbins                                            | Das schwankende Schiff                                                        | John Turturro        |
| 1998       | Roberto Benigni                                        | Das Leben ist schön                                                           | Christian Slater     |
| 1997       | Ben Affleck und Matt Damon                             | Good Will Hunting                                                             | Gus Van Sant         |
| 1996       | Billy Bob Thornton                                     | Sling Blade – Auf Messers Schneide                                            | Larry Meistrich      |
| 1995       | Mel Gibson                                             | Braveheart                                                                    | Rene Russo           |